# 陈树庆
陈树庆（1964年—），中国浙江异议作家，中国民主党成员。
陈树庆毕业于浙江大学，中国民主党浙江筹委会成员。他由于在网络上发表文章，后失去工作。
2006年9月13日，杭州市公安局将其刑事拘留，并移送检察院起诉；2007年7月，杭州中院开始审理，陈树庆拒绝认罪，并表示拒绝承认中共政府的人民民主专政的政体。2007年8月16日，星期四，被杭州中级人民法院以煽动颠覆国家政权罪，判有期徒刑四年，剥夺政治权利一年。2016年6月17日再次被杭州中院以“煽动颠覆国家政权罪”判刑10年6个月。